# كريس باومان
كريس باومان (بالإنجليزية: Chris Baumann) هو لاعب اتحاد الرغبي أمريكي، ولد في 18 مايو 1987 في ستيمبوت سبرينغز في الولايات المتحدة.

## وصلات خارجية
- كريس باومان على موقع دوري الرغبي الممتاز (الإنجليزية)
- كريس باومان عل موقع إسبنسكروم (الإنجليزية)
- كريس باومان على موقع ItsRugby.co.uk (الإنجليزية)